# Yutian (socken i Kina, Hunan)
Yutian (kinesiska: 余田, 余田乡) är en socken i Kina. Den ligger i provinsen Hunan, i den södra delen av landet, omkring 270 kilometer söder om provinshuvudstaden Changsha. Antalet invånare är 15937. Befolkningen består av 7 630 kvinnor och 8 307 män. Barn under 15 år utgör 25,0 %, vuxna 15-64 år 64 %, och äldre över 65 år 10,0 %.
Genomsnittlig årsnederbörd är 1 843 millimeter. Den regnigaste månaden är augusti, med i genomsnitt 268 mm nederbörd, och den torraste är oktober, med 37 mm nederbörd.